# Ruoska
I Ruoska sono un gruppo industrial metal finlandese formatosi a Juva. Tutte le loro canzoni sono scritte e cantate in finlandese. Il nome della band significa letteralmente frusta.

## Storia del gruppo

### Gli inizi,KuorieRiisu(2002−2003)
I Ruoska nacquero nel 2002 dall'unione dei membri del precedente gruppo di rock humour Natsipaska. Nello stesso anno pubblicarono il loro album di esordio Kuori.
Dopo aver girato due video musicali (Kiroan e Epilogi) e aver pubblicato il nuovo singolo Aurinko ei Nouse, il gruppo tornò in studio e registrò il suo secondo album Riisu (2003), da cui venne estratto il singolo Darmstadt.
Dopo alcuni concerti il cantante Patrik Mennander collabora per un periodo con il gruppo finlandese Battlelore.

### RadiumeAmortem(2004−2007)
Dopo il ritorno di Mennander, il gruppo iniziò a lavorare ad un nuovo album. Nel 2005 venne pubblicato Radium, da cui venne estratto il singolo Tuonen Viemää. In seguito il gruppo passò dalla casa discografica Kråklund Records alla EMI Music.
Quando tornarono per la quarta volta in studio di registrazione, i Ruoska diedero vita ad Amortem nel 2006.
Dopo la pubblicazione di Amortem uno dei chitarristi, Kai Ahvenranta, lasciò la band. I Ruoska si esibirono in svariati concerti, tra i quali Puustock 2007 e Välipuistorock 2007.

### Rabiese pausa (2008−2011)
Il quinto album dei Ruoska, Rabies, viene pubblicato il 9 aprile 2008 e i primi due singoli furono Pirunkieli e Helvettiin jäätynyt. Nel frattempo viene anche girato e il video di Ei koskaan.
Dopo aver continuato ad esibirsi in svariati concerti, nell'agosto 2008, durante l'esibizione al Jurassic Rock 2008 , il frontman Patrik Mennander ha annunciato che il gruppo si sarebbe preso una pausa di riflessione di circa un anno.

### Ripresa delle attività (2011-)
Dopo la pausa partita nel 2008 la band aveva annunciato il distacco totale, ma il 13 agosto la band ha annunciato sulla sua pagina di facebook che sarebbero ritornati sul palco, infatti hanno fatto 15 show in Finlandia, hanno anche annunciato che nel 2012 avrebbero cominciato a scrivere nuove canzoni.

## Formazione

### Formazione attuale
- Patrik Mennander - voce
- Anssi Auvinen − chitarra elettrica
- Mika Kamppi − basso
- Sami Karppinen − batteria

### Ex componenti
- Kai Ahvenranta − chitarra elettrica

## Discografia

### EP
- Tuonen Viemää EP (2005)

### Album
- Kuori (2002)
- Riisu (2003)
- Radium (2005)
- Amortem (2006)
- Rabies (2008)

### Singoli
- Aurinko ei Nouse (2002)
- Darmstadt (2003)
- Veriura (2004)
- Tuonen Viemää (2005)
- Mies yli Laidan (2006)
- Alasin (2006)
- Pure Minua (2006)
- Pirunkieli (2007)
- Helvettiin Jäätynyt (2008)
- Lihaa Vasten Lihaa (2008)
- Ei Koskaan (2008)

### Video musicali
- Kiroan (2002)
- Epilogi (2002)
- Tuonen Viemää (2005)
- Mies yli Laidan (2006)
- Alasin (2006)
- Ei Koskaan (2008)